# 200 meter för damer i friidrott vid olympiska sommarspelen 1996
200 meter för damer vid olympiska sommarspelen 1996 i Atlanta avgjordes den 31 juli-1 augusti. 

## Medaljörer
| Gren      | Guld                         | Guld  | Silver                  | Silver | Brons                 | Brons |
| 200 meter | Marie-José Pérec · Frankrike | 22,12 | Merlene Ottey · Jamaica | 22,24  | Mary Onyali · Nigeria | 22,38 |

## Resultat
- Q innebär avancemang utifrån placering i heatet.
- q innebär avancemang utifrån total placering.
- DNS innebär att personen inte startade.
- DNF innebär att personen inte fullföljde.
- DQ innebär diskvalificering.
- NR innebär nationellt rekord.
- OR innebär olympiskt rekord.
- WR innebär världsrekord.
- WJR innebär världsrekord för juniorer
- AR innebär världsdelsrekord (area record)
- PB innebär personligt rekord.
- SB innebär säsongsbästa.
- w innebär medvind > 2,0 m/s

### Försöksheat
Heat ett
| Placering | Namn               | Nationalitet | Tid   | Bana |
| --------- | ------------------ | ------------ | ----- | ---- |
| 1         | Carlette Guidry    | USA          | 22,37 | 5    |
| 2         | Mary Onyali        | Nigeria      | 22,42 | 8    |
| 3         | Melanie Paschke    | Tyskland     | 22,93 | 3    |
| 4         | Patricia Rodríguez | Colombia     | 23.13 | 2    |
| 5         | Yan Jiankui        | Kina         | 23.21 | 1    |
| 6         | Myra Mayberry      | Puerto Rico  | 23.23 | 7    |
| 7         | Zlatka Georgieva   | Bulgarien    | 24.05 | 4    |
| 8         | Laure Kuetey       | Benin        | 25.57 | 6    |

Heat två
| Placering | Namn                     | Nationalitet | Tid   | Bana |
| --------- | ------------------------ | ------------ | ----- | ---- |
| 1         | Dannette Young           | USA          | 22,65 | 2    |
| 2         | Melinda Gainsford-Taylor | Australien   | 22,70 | 7    |
| 3         | Lucrécia Jardim          | Portugal     | 22,95 | 5    |
| 4         | Viktorija Fomenko        | Ukraina      | 23.18 | 1    |
| 5         | Sandy Myers              | Spanien      | 23.18 | 6    |
| 6         | Calister Ubah            | Nigeria      | 23.34 | 3    |
| 7         | Dora Kyriakou            | Cypern       | 23.85 | 4    |
| 8         | Sylla M'Mah Touré        | Guinea       | 26.64 | 8    |

Heat tre
| Placering | Namn              | Nationalitet | Tid   | Bana |
| --------- | ----------------- | ------------ | ----- | ---- |
| 1         | Juliet Cuthbert   | Jamaica      | 23,03 | 6    |
| 2         | Irina Privalova   | Ryssland     | 23,16 | 2    |
| 3         | Cathy Freeman     | Australien   | 23,25 | 1    |
| 4         | Sanna Hernesniemi | Finland      | 23.35 | 7    |
| 5         | Mireille Donders  | Schweiz      | 23.52 | 8    |
| 6         | Maia Azarasjvili  | Georgien     | 23.63 | 5    |
| 7         | Felipa Palacios   | Colombia     | 24.12 | 4    |
| 8         | Lineo Shoai       | Lesotho      | 26.25 | 3    |

Heat fyra
| Placering | Namn                | Nationalitet             | Tid   | Bana |
| --------- | ------------------- | ------------------------ | ----- | ---- |
| 1         | Merlene Ottey       | Jamaica                  | 22,92 | 7    |
| 2         | Katharine Merry     | Storbritannien           | 23,14 | 1    |
| 3         | Monika Gatjevska    | Bulgarien                | 23,30 | 6    |
| 4         | Heather Samuel      | Antigua och Barbuda      | 23.34 | 5    |
| 5         | Ameerah Bello       | Amerikanska Jungfruöarna | 23.45 | 4    |
| 6         | Du Xiujie           | Kina                     | 23.69 | 3    |
| 7         | Guilhermina da Cruz | Angola                   | 24.92 | 8    |
| 8         | Marina Trandenkova  | Ryssland                 | DNS   | 2    |

Heat fem
| Placering | Namn               | Nationalitet   | Tid   | Bana |
| --------- | ------------------ | -------------- | ----- | ---- |
| 1         | Galina Maltjugina  | Ryssland       | 22,63 | 1    |
| 2         | Chandra Sturrup    | Bahamas        | 22,63 | 7    |
| 3         | Beverly McDonald   | Jamaica        | 23,04 | 6    |
| 4         | Zjanna Pintusevitj | Ukraina        | 23.15 | 5    |
| 5         | Simone Jacobs      | Storbritannien | 23.36 | 2    |
| 6         | Tara Perry         | Kanada         | 23.46 | 3    |
| 7         | Marina Živković    | Jugoslavien    | 23.51 | 4    |
| 8         | Kaltouma Nadjina   | Tchad          | 24.47 | 8    |

Heat sex
| Placering | Namn                  | Nationalitet | Tid   | Bana |
| --------- | --------------------- | ------------ | ----- | ---- |
| 1         | Marie-José Pérec      | Frankrike    | 22,62 | 5    |
| 2         | Inger Miller          | USA          | 22,74 | 3    |
| 3         | Alenka Bikar          | Slovenien    | 22,88 | 7    |
| 4         | Ekateríni Kóffa       | Grekland     | 23.09 | 4    |
| 5         | Natallia Safronnikova | Belarus      | 23.14 | 8    |
| 6         | Sevatheda Fynes       | Bahamas      | 23.39 | 2    |
| 7         | Georgette N’Koma      | Kamerun      | 23.68 | 1    |
| 8         | Ljudmila Dmitriadij   | Uzbekistan   | 24.88 | 6    |

### Kvartsfinaler
Heat ett
| Placering | Namn                     | Nationalitet             | Tid   | Bana |
| --------- | ------------------------ | ------------------------ | ----- | ---- |
| 1         | Carlette Guidry          | USA                      | 22,51 | 3    |
| 2         | Chandra Sturrup          | Bahamas                  | 22,81 | 6    |
| 3         | Melinda Gainsford-Taylor | Australien               | 22,91 | 4    |
| 4         | Natallia Safronnikova    | Belarus                  | 23.15 | 2    |
| 5         | Sanna Hernesniemi        | Finland                  | 23.38 | 1    |
| 6         | Monika Gatjevska         | Bulgarien                | 23.44 | 8    |
| 7         | Ameerah Bello            | Amerikanska Jungfruöarna | 23.66 | 7    |
| 8         | Beverly McDonald         | Jamaica                  | DNS   | 5    |

Heat två
| Placering | Namn              | Nationalitet   | Tid   | Bana |
| --------- | ----------------- | -------------- | ----- | ---- |
| 1         | Merlene Ottey     | Jamaica        | 22,61 | 4    |
| 2         | Galina Maltjugina | Ryssland       | 22,69 | 3    |
| 3         | Melanie Paschke   | Tyskland       | 22,84 | 5    |
| 4         | Ekateríni Kóffa   | Grekland       | 23.04 | 7    |
| 5         | Katharine Merry   | Storbritannien | 23.17 | 6    |
| 6         | Sevatheda Fynes   | Bahamas        | 23.26 | 8    |
| 7         | Yan Jiankui       | Kina           | 23.30 | 1    |
| 8         | Viktorija Fomenko | Ukraina        | 23.44 | 2    |

Heat tre
| Placering | Namn             | Nationalitet        | Tid   | Bana |
| --------- | ---------------- | ------------------- | ----- | ---- |
| 1         | Marie-José Pérec | Frankrike           | 22,24 | 3    |
| 2         | Mary Onyali      | Nigeria             | 22,37 | 5    |
| 3         | Inger Miller     | USA                 | 22,57 | 6    |
| 4         | Cathy Freeman    | Australien          | 22.74 | 1    |
| 5         | Lucrécia Jardim  | Portugal            | 22.88 | 4    |
| 6         | Simone Jacobs    | Storbritannien      | 22.96 | 7    |
| 7         | Sandra Myers     | Spanien             | 23.20 | 2    |
| 8         | Heather Samuel   | Antigua och Barbuda | 23.54 | 8    |

Heat fyra
| Placering | Namn               | Nationalitet | Tid   | Bana |
| --------- | ------------------ | ------------ | ----- | ---- |
| 1         | Dannette Young     | USA          | 22,53 | 6    |
| 2         | Juliet Cuthbert    | Jamaica      | 22,62 | 4    |
| 3         | Irina Privalova    | Ryssland     | 22,82 | 3    |
| 4         | Alenka Bikar       | Slovenien    | 22.89 | 5    |
| 5         | Myra Mayberry      | Puerto Rico  | 23.48 | 8    |
| 6         | Patricia Rodríguez | Colombia     | 23.50 | 1    |
| 7         | Calister Ubah      | Nigeria      | 23.62 | 7    |
| 8         | Zjanna Pintusevitj | Ukraina      | 23.68 | 2    |

### Semifinaler
Heat ett
| Placering | Namn                  | Nationalitet | Tid   | Bana |
| --------- | --------------------- | ------------ | ----- | ---- |
| 1         | Marie-José Pérec      | Frankrike    | 22,07 | 4    |
| 2         | Mary Onyali           | Nigeria      | 22,16 | 3    |
| 3         | Juliet Cuthbert       | Jamaica      | 22,24 | 5    |
| 4         | Inger Miller          | USA          | 22.33 | 7    |
| 5         | Dannette Young        | USA          | 22.49 | 6    |
| 6         | Cathy Freeman         | Australien   | 22.78 | 2    |
| 7         | Natallia Safronnikova | Belarus      | 22.98 | 1    |
| 8         | Irina Privalova       | Ryssland     | DNS   | 8    |

Heat två
| Placering | Namn                     | Nationalitet | Tid   | Bana |
| --------- | ------------------------ | ------------ | ----- | ---- |
| 1         | Merlene Ottey            | Jamaica      | 22,08 | 4    |
| 2         | Galina Maltjugina        | Ryssland     | 22,35 | 6    |
| 3         | Chandra Sturrup          | Bahamas      | 22,54 | 5    |
| 4         | Carlette Guidry          | USA          | 22.56 | 3    |
| 5         | Melinda Gainsford-Taylor | Australien   | 22.76 | 2    |
| 6         | Melanie Paschke          | Tyskland     | 22.81 | 7    |
| 7         | Alenka Bikar             | Slovenien    | 22.82 | 8    |
| 8         | Ekateríni Kóffa          | Grekland     | 23.20 | 1    |

### Final
| Placering | Namn              | Nationalitet | Tid   | Bana |
| --------- | ----------------- | ------------ | ----- | ---- |
| 1         | Marie-José Pérec  | Frankrike    | 22,12 | 3    |
| 2         | Merlene Ottey     | Jamaica      | 22,24 | 5    |
| 3         | Mary Onyali       | Nigeria      | 22,38 | 4    |
| 4         | Inger Miller      | USA          | 22,41 | 7    |
| 5         | Galina Maltjugina | Ryssland     | 22,45 | 6    |
| 6         | Chandra Sturrup   | Bahamas      | 22,54 | 8    |
| 7         | Juliet Cuthbert   | Jamaica      | 22,60 | 1    |
| 8         | Carlette Guidry   | USA          | 22,61 | 2    |